# Linia kolejowa nr 714
Linia kolejowa 714 – pierwszorzędna, jednotorowa, zelektryfikowana linia kolejowa, łącząca rejon JSE stacji Jaworzno Szczakowa i posterunek odgałęźny Pieczyska.
Linia obejmuje tor 3P w obrębie wyżej wymienionej stacji.